# Шыбыкбаев, Жанат Бакытжанович
Жанат Бакытжанович Шыбыкбаев (каз. Жанат Бақытжанұлы Шыбықбаев; род. 27 июля 1966, Алма-Ата) — казахстанский оперный певец, педагог, заслуженный деятель Казахстана (2008).

## Биография
Родился 27 июля 1966 года в г. Алма-Ата.
В 1995 году окончил вокально-хоровой факультет Казахской национальной консерватории им. Курмангазы по специальности «сольное пение» в классе профессора, народного артиста Казахстана Гафиза Есимова.
С 1997 по 2017 годы — солист и начальник ансамбля песни и эстрады Президентского оркестра Службы государственной охраны Республики Казахстан.
С 2000 по 2013 годы — ведущий солист Национального театра оперы и балета им. К. Байсеитовой.
С 2013 года по настоящее время — ведущий оперный солист «Astana Opera».
С гастрольными выступлениями выезжал в Японию, Германию, Францию, Северную Корею, Италию, Королевство Бахрейна, Турцию, Россию, Саудовскую Аравию, Венгрию, Узбекистан, Туркмению и др.
В настоящее время преподаватель факультета «Вокальное искусство» Казахского национального университета искусств.

## Оперный репертуар
- Абай («Абай» А. Жубанова, Л. Хамиди)
- Жанбота («Біржан-Сара» М. Тулебаева)
- Нурым («Камар-сулу» Е. Рахмадиева)
- Бекежан («Кыз Жибек» Е. Брусиловского)
- Бонза («Мадам Баттерфляй» Дж. Пуччини)
- Граф Монтероне («Риголетто» Дж. Верди)
- Жермон, Маркиз д’Обиньи («Травиата» Дж. Верди)
- Амонасро («Аида» Дж. Верди)
- Зарецкий («Евгений Онегин» П. Чайковского)
- Бартоло («Севильский цирюльник» Дж. Россини)
- Судья («История любви и смерти юного Вертера» Ж. Массне)
- Фигаро («Свадьба Фигаро» В. А. Моцарта)
- Скарпиа («Тоска» Дж. Пуччини)

## Награды и звания
- Указом Президента Республики Казахстан награждён почётным званием «Заслуженный деятель Казахстана»
- Указом Президента Республики Казахстан от 7 декабря 2013 года награждён орденом «Курмет» за вклад в развитие казахского национального оперного искусства.[2]
- Медаль «20 лет независимости Республики Казахстан» (2011)
- Медаль «20 лет Вооружённых сил Республики Казахстан» (2011)
- Медаль «За безупречную службу» 2, 3 степени.
- нагрудный знак «Отличник Национальной гвардии Республики Казахстан» 1, 2 степени и др.

Вокальные достижения
- 1995 — Дипломант I Международного конкурса им. Н. Халмамедова (г. Ашхабад)
- 1995 — Серебряный призёр Международного фестиваля «Апрельская весна» (г. Пхеньян)
- 1998 — Лауреат I Премии Международного фестиваля «Шабыт» (г. Астана)